# Улица Михаила Грушевского (Киев)
У́лица Михаи́ла Груше́вского (укр. Ву́лиця Миха́йла Груше́вського) — улица в Печерском районе города Киева, местность Липки. Пролегает от Европейской до Арсенальной площади.
Примыкают улица Крещатик, Владимирский спуск, Петровская аллея, Музейный переулок (дважды), Садовая и Шелковичная улицы, площадь Конституции, Липская улица, Крепостной переулок, улицы Князей Острожских и Ивана Мазепы.

## История
Улица возникла вдоль древней Ивановской дороги, известной со времён Киевской Руси. Старейшая часть улицы, которая начала застраиваться с середины XVIII века, приходится на отрезок между Крепостным переулком и Арсенальной площадью. В 1869—1919 годах улица Михаила Грушевского вместе с нынешними Владимирским спуском и улицей Петра Сагайдачного составляла единую Александровскую улицу, которая в 1919 году получила название улица Революции. В 1934 году улица Революции была поделена на три части. Та её часть, которую ныне составляет улица Михаила Грушевского, в 1934—1941 и 1943—1991 годах имела имя советского партийного и государственного деятеля Сергея Кирова. В 1941—1943 годах — Доктор Тодт штрассе. До 1955 года в состав улицы входил также Музейный переулок. Современное название в честь историка и политического деятеля Михаила Грушевского — с 1991 года.

## Общественный транспорт
Линия трамвая была проложена по улице в 1894 году. Во времена Российской империи по улице проходили маршруты № 3 и 7. Со временем — в 1920-40-е годы — здесь проходили маршруты № 3 и 18 (на отрезке от Крепостного переулка до Арсенальной площади). С 1950-х годов был открыт маршрут № 20 (соединял Контрактовую площадь с Киево-Печерской лаврой), маршрут был закрыт в 1960 году.
С 1960 года по улице ходил троллейбус № 20, который курсировал от Печерской Лавры до площади Льва Толстого. В марте 2001 года троллейбусный маршрут «временно» закрыли, однако он не был восстановлен, по похожему маршруту запустили автобусный маршрут № 24.
Ещё ранее на участке улицы от станции метро «Арсенальная» до Дома Офицеров (что на пересечении с Крепостным переулком) ходили трамваи № 27 (от Воскресенки — до Дворца спорта; маршрут действовал с 1962 по 1998 год) и № 35 (от Березняков до железнодорожного вокзала; маршрут существовал с 1970 по 1995 годы). Но оба маршрута были закрыты, а трамвайные рельсы в 1998—1999 годах демонтированы. По части бывших трамвайных маршрутов сейчас проходит автобус № 55 (от Дарницкой площади до станции метро «Дворец спорта»).
Единственный маршрут, который сохранился за последние 10 лет — автобус № 62. Ранее он ходил от Контрактовой площади до Печерского моста, позже маршрут продлён на две остановки — до Ботанического сада имени Николая Гришко НАН Украины.
Ныне по улице проходят автобусы 24, 55, 62.

## Здания и учреждения
Музеи:
- Водно-информационный центр (Музей воды) (№ 1в)
- Национальный художественный музей Украины (№ 6)
- Центральный музей вооружённых сил Украины (№ 30/1) (арх. И. Каракис)

Театры:
- Киевский государственный академический театр кукол (№ 1а)

Библиотеки:
- Национальная библиотека Украины имени Ярослава Мудрого (№ 1)
- Библиотека им. Остапа Вишни (№ 9)
- Библиотека Верховного Совета Украины (№ 18/2)
- Библиотека, центра культуры просвещения и досуга вооружённых сил Украины (№ 30/1)

Научные учреждения:
- Институт истории Украины НАН Украины (№ 4)
- Институт литературы имени Тараса Шевченко НАН Украины (№ 4)
- Институт языковедения имени Потебни НАН Украины (№ 4)

Стадионы, спортивные базы:
- Стадион «Динамо» им. Валерия Лобановского (№ 3)

Органы государственной власти:
- Верховный Совет Украины (№ 5) (арх. В. Заболотный)
- Кабинет Министров Украины (№ 12/2) (арх. И. Фомин, при участии арх. П. Абросимова)

Иностранные посольства и консульства:
- Посольство Китая (Китайской Народной Республики) (№ 32)

Парки и скверы:
- Мариинский парк (№ 5а)

Министерства Украины:
- Министерство здравоохранения Украины (№ 7)
- Министерство финансов Украины (№ 12/2)
- Министерство экономики Украины (№ 12/2)

Дома и дворцы культуры:
- Центральный Дом офицеров вооружённых сил Украины (№ 30/1) (арх. И. Каракис)

Общественные организации
- Украинское общество историков науки (№ 4)
- Всеукраинский союз краеведов (№ 4)
- Союз офицеров Украины (№ 30/1)
- Генеральная канцелярия "Украинского казачества" (№4 оф.1)

Гостиницы:
- Гостиница «Киев» (№ 26/1)

## Памятники истории и архитектуры
Государственный реестр национального культурного наследия:
| Изображение | Доска | Наименование памятника             | Дата           | Место нахождения       | Охранный № и № в комплексе |
|             |       | Мариинский дворец                  | 1752—1870 годы | ул. Грушевского, 5а    | 12 / 0                     |
|             |       | Здание Музея древностей и искусств | 1897—1900 годы | ул. Грушевского, 6     | 903 / 0                    |
|             |       | Здание Правительства Украины       | 1936—1938 годы | ул. Институтская, 12/2 | 2-Н / 0                    |

Государственный реестр памятников Украины из категории местного значения (недвижимость):
| Изображение | Доска | Наименование памятника                                                      | Датировка                                                           | Местонахождение                                  | Охранный № |
|             |       | Гимнастический зал стадиона «Динамо» им. Лобановского                       | 1951                                                                | ул. Грушевского, 3                               | 411/1-КВ   |
|             |       | Главное спортивное ядро стадиона «Динамо» им. Лобановского                  | 1931—1936 —сооружения; реконструкции: 1956-66, 1977-80, нач. 1990-х | ул. Грушевского, 3                               | 411/2-КВ   |
|             |       | Главный вход на стадион «Динамо» им. Лобановского                           | 1936                                                                | ул. Грушевского, 3                               | 411/3-КВ   |
|             |       | Здание Киевской удельной конторы                                            | 1871—1876 —дата сооружения; 1885-87, 1875-83, 1952-56 —даты событий | ул. Грушевского, 7                               | 392-Кв     |
|             |       | Доходный дом                                                                | Сер. XIX ст., 1894 г.                                               | ул. Грушевского, 8/16                            | 413-Кв     |
|             |       | Здание жилищно-строительного кооператива «Арсеналец»                        | 1929—1931                                                           | ул. Грушевского, 28/2 (Переулок Крепостной 2/28) | 393-Кв     |
|             |       | Здание военной школы                                                        | 1914—1918 pp. 1931 р.                                               | ул. Грушевского, 30/1 переулок Крепостной 1/30)  | 394-Кв     |
|             |       | Жилое здание, в котором проживали Владимир Лавриненко и Александр Покрышкин | 1967                                                                | ул. Грушевского, 34а                             | 395-Кв     |